# Luther, Oklahoma
Luther är en kommun (town) i Oklahoma County i Oklahoma. Orten har fått sitt namn efter affärsmannen Luther Jones. Vid 2010 års folkräkning hade Luther 1 221 invånare.